# Aleksiej Borowitin
Aleksiej Aleksiejewicz Borowitin (ros. Алексей Алексеевич Боровитин, ur. 14 lutego 1954 w Kirowie) – radziecki skoczek narciarski. Dwukrotny indywidualny brązowy medalista mistrzostw świata (1974 i 1978). Najlepsze wyniki w Pucharze Świata osiągnął w sezonie 1980/1981, kiedy zajął 70. miejsce w klasyfikacji generalnej.

## Puchar Świata w skokach narciarskich

### Miejsca w klasyfikacji generalnej
- sezon 1979/1980: 76.
- sezon 1980/1981: 70.

## Igrzyska olimpijskie
- Indywidualnie
  - 1980 Lake Placid (USA) – 33. miejsce (duża skocznia), 21. miejsce (normalna skocznia)

## Mistrzostwa świata w lotach
- Indywidualnie
  - 1977 Vikersund (NOR) – 4. miejsce

## Mistrzostwa świata
- Indywidualnie
  - 1974 Falun (SWE) – 4. miejsce (duża skocznia), brązowy medal (normalna skocznia)
  - 1978 Lahti (FIN) – brązowy medal (normalna skocznia)